# Aérodrome d'Oyonnax - Arbent
L’aérodrome d’Oyonnax - Arbent (code OACI : LFLK) est un aérodrome ouvert à la circulation aérienne publique (CAP), situé sur la commune d’Arbent à 2 km au nord d’Oyonnax dans l’Ain (région Auvergne-Rhône-Alpes, France).
Il est utilisé pour la pratique d’activités de loisirs et de tourisme (aviation légère et aéromodélisme). Il ferme en août 2024.

## Historique
Créé en 1933 grâce à la ténacité de quelques passionnés, mis en sommeil entre 1940 et 1945, l'aérodrome se développe grâce à l’aéroclub présent, après la guerre.
En 1948, l'aéroclub acquiert une partie du foncier et se fait allouer par la Direction de l’Aviation Civile, la majeure partie des bâtiments existants pour abriter ses avions et ses planeurs. Ces bâtiments furent livrés démontés ; ils sont remontés par l’aéroclub à ses frais[réf. nécessaire].
Le 8 février 1966, grâce au soutien des élus de l’époque, soucieux du rayonnement de la vallée, l’aérodrome obtenait un arrêté d’ouverture à la circulation aérienne publique.
Les obligations d’aménagement et d’entretien qui en découlèrent pour la commune d’Oyonnax furent formalisées dans une convention signée avec le ministère de l’aviation civile en 1966 pour une durée de 20 ans et renouvelée en 1989.
La commune d’Oyonnax délégue la gestion de l'aérodrome à l’aéroclub Jean Coutty.

### Fermeture
Après enquête publique et ordonnance du conseil d'administration de la communauté d'agglomération du Haut-Bugey, la fermeture de l'aérodrome est officialisée par un arrêté ministériel daté du 24 juin 2024. Il ferme le 9 août 2024.

## Installations
L’aérodrome dispose d'une pistes orientées sud-nord (04/22), longues de 870 m et larges de 30 mètres.
L’aérodrome n’est pas contrôlé. Les communications s’effectuent en auto-information par la fréquence de 123,500 MHz.
L’avitaillement en carburant (100LL) et en lubrifiant est possible.

## Activités
Les activités aériennes sont réalisées par l'aéroclub local.

## Incidents et accidents
| Date             | Appareil                             | Phase        | Résumé |
| ---------------- | ------------------------------------ | ------------ | --- |
| 13 mai 2001      | Pottier P 230 (Construction amateur) | Atterrissage | En provenance de Bourg-en-Bresse le pilote se présente à l'atterrissage en piste 04 à Oyonnax. À la fin de l'arrondi il aperçoit juste devant lui une personne qui traverse la piste en poursuivant un chien. Par réflexe il tire sur le manche pour les éviter. L'aéronef décroche et retombe sur le train avant qui casse. L'avion glisse sur l'herbe et s'immobilise. |
| 19 octobre 2014  | Cessna U206F (F-GDAA)                | Approche     | Le pilote effectue des largages de parachutistes au départ de l’aérodrome d’Oyonnax Arbent. Lors du neuvième vol de la journée, alors que l’avion est à une hauteur de 1 500 ft en descente en base éloignée pour la piste 22, il observe une élévation de la température d’un des cylindres associée à une alarme sur l’EDM 700. Il agit sur les commandes de richesse et de puissance et constate que le moteur ne délivre plus de puissance. Il sélectionne le réservoir opposé. Ses actions sont sans effet. Il estime qu’il ne pourra pas atteindre l’aérodrome et décide de se poser dans un champ qui lui semble propice à l’atterrissage. Lors du roulement à l’atterrissage, le train avant se rompt, l’avion passe en pylône et bascule sur le dos. |
| 11 décembre 2015 | Cessna 550 Citation II (M-AGGY)      | Atterrissage | Lors de l'atterrissage après d'un vol Saint-Brieuc (Côtes-d'Armor) - Oyonnax Arbent (Ain), l'avion touche à mi-piste puis sort longitudinalement de 300 mètres environ. Le train avant et le radôme sont endommagés. |